# Château de La Forêt (Blessac)
Pour les articles homonymes, voir Château de la Forêt.
Le château de La Forêt est un édifice situé à Blessac, en France.

## Localisation
Le château est situé sur le territoire de la commune de Blessac, au lieu-dit La Forêt, dans le département de la Creuse, en région Nouvelle-Aquitaine.

## Description
Le château de La Forêt est constitué d'un corps de logis, d'un donjon (à son coin sud-ouest) et d'une tour d'angle au sud-est.

## Historique
La chapelle et le château du domaine de La Forêt sont inscrits au titre des monuments historiques par arrêté du 26 octobre 2018.